# Hiéroglyphe égyptien S7
Le Khépresh, en hiéroglyphes égyptiens, est classifié dans la section S « Couronnes, vêtements, sceptres, etc. » de la liste de Gardiner ; il y est noté S7.

## Représentation
Il représente la couronne bleu Khépresh. Il est translittéré ḫprš. 

## Utilisation
| S7 | / | x · p · r · S | S7 |

| S7 | / | x · p · r · S | S7 |